# 9 973 (nombre)
Pour les articles homonymes, voir 9973 (homonymie).
9 973 (neuf mille neuf cent soixante-treize) est le successeur de 9 972 et le prédécesseur (ou antécesseur) de 9 974.

## Propriétés
- 9 973 est le plus grand nombre premier inférieur à 10 000.

Le nombre premier qui lui est immédiatement inférieur est 9 967.
Le nombre premier qui lui est immédiatement supérieur est 10 007.
- 9 973 est la somme de deux carrés :

{\displaystyle 9973=57^{2}+82^{2}}
La valeur (non entière) de sa racine carrée est donc la mesure de la longueur de l'hypoténuse d'un triangle rectangle ont les deux autres côtés ont pour mesure de longueur 57 et 82.
- C'est aussi la longueur de l'hypoténuse d'un triangle pythagoricien :

{\displaystyle 9973^{2}=3475^{2}+9348^{2}}

## Écritures
- En caractères chinois : 玖仟玖佰柒拾叄
- En chiffres romains : IXCMLXXIII
- En binaire : 10011011110101
- En hexadécimal : 26F5
- En octal : 23365
- En combinaison linéaire de puissances d'entiers : {\displaystyle 10^{4}-3^{3}}